# Vasqueziella boliviana
Vasqueziella boliviana är en orkidéart som beskrevs av Dodson. Vasqueziella boliviana ingår i släktet Vasqueziella och familjen orkidéer. Inga underarter finns listade i Catalogue of Life.